# Condado de Randolph (Arkansas)
El condado de Randolph (en inglés: Randolph County) es un condado en el estado estadounidense de Arkansas. En el censo de 2000 el condado tenía una población de 18 195 habitantes. La sede de condado es Pocahontas. Fue el 32° condado de Arkansas, siendo fundado el 29 de octubre de 1835. Fue nombrado en honor a John Randolph of Roanoke, un senador de Virginia.

## Geografía

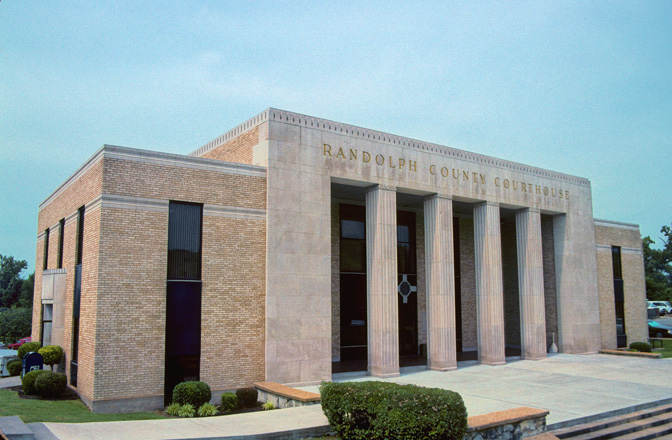
Juzgado del condado de Randolph en Pocahontas.

Según la Oficina del Censo, el condado tiene un área total de 1699 km² (656 sq mi), de la cual 1688 km² (652 sq mi) es tierra y 11 km² (4 sq mi) (0,64%) es agua.

### Condados adyacentes
- Condado de Oregón, Misuri (noroeste)
- Condado de Ripley, Misuri (noreste)
- Condado de Clay (este)
- Condado de Greene (sureste)
- Condado de Lawrence (sur)
- Condado de Sharp (oeste)

## Autopistas importantes
- U.S. Route 62
- U.S. Route 67
- Ruta Estatal de Arkansas 90
- Ruta Estatal de Arkansas 115

## Demografía
En el  censo de 2000, hubo 18 195 personas, 7265 hogares, y 5245 familias residiendo en el condado. La densidad poblacional era de 28 personas por milla cuadrada (11/km²). En el 2000 había 8268 unidades unifamiliares en una densidad de 13 por milla cuadrada (5/km²). La demografía del condado era de 96,99% blancos, 0,97% afroamericanos, 0,53% amerindios, 0,07% asiáticos, 0,01% isleños del Pacífico, 0,27% de otras razas y 1,15% de dos o más razas. 0,82% de la población era de origen hispano o latino de cualquier raza. 
La renta promedio para un hogar del condado era de $27 583 y el ingreso promedio para una familia era de $33 535. En 2000 los hombres tenían un ingreso per cápita de $25 006 versus $18 182 para las mujeres. La renta per cápita para el condado era de $14 502 y el 15,30% de la población estaba bajo el umbral de pobreza nacional.

## Ciudades y pueblos
| - Biggers - Maynard | - O'Kean - Pocahontas | - Ravenden Springs - Reyno |